# Anton Felkel
Anton Felkel (Kamenz, Silezië, 1740 - na 1800) was een Oostenrijks wiskundige die gespecialiseerd was in de bepaling van de priemgetallen.